# Lagraulet-du-Gers
Lagraulet-du-Gers település Franciaországban, Gers megyében. Lakosainak száma 559 fő (2022. január 1.). Lagraulet-du-Gers Cazeneuve, Courrensan, Eauze, Gondrin, Lauraët és Montréal községekkel határos.

## Népesség
A település népességének változása:
| Lakosok száma | 545  | 427  | 395  | 358  | 499  | 544  | 575  | 562  | 555  | 559  |
|               | 1968 | 1982 | 1990 | 2006 | 2013 | 2015 | 2017 | 2019 | 2020 | 2022 |